# RATATATTAT!
『RATATATTAT!』（ラタタッタ）は、ピストルバルブの2枚目のアルバムで、初のフルアルバム。2008年1月23日発売。発売元はR and C Ltd.。

## 解説
初回限定版は、デビューから2008年までを振り返ったメンバーインタビューのDVDとミニポスター付き。発売日は、ピストルバルブがレギュラー出演するテレビ番組『ザ・ベストハウス123』にちなんで「ワンツースリーの日（1月23日）」となっている。

## 収録曲
1. RATATATTAT!
 （作曲:永田“zelly”健志　編曲:永田“zelly”健志＋ピストルバルブ　ホーンアレンジ:ラム・アスカ）
2. サルスカ
 （作詞:峯音＋ピストルバルブ　作曲:永田“zelly”健志　編曲:永田“zelly”健志＋ピストルバルブ　ホーンアレンジ:ラム・アスカ）
3. TREASURES 〜世界が終わっても〜
 （作詞:峯音＋ピストルバルブ　作曲:早川大地＋ピストルバルブ　編曲・ホーンアレンジ:永田“zelly”健志＋ピストルバルブ）
 フジテレビ系『ザ・ベストハウス123』初代エンディングテーマ（‐2007年5月）
4. 君だけなんだっ!
 （作詞:峯音＋ピストルバルブ　作曲:早川大地＋ピストルバルブ　編曲・ホーンアレンジ:永田“zelly”健志＋ピストルバルブ）
 フジテレビ系『ザ・ベストハウス123』二代目エンディングテーマ（2007年6月‐2007年9月）
5. OEDO-808
 （作曲:ラム・アスカ　編曲・ホーンアレンジ:ラム・アスカ＋永田“zelly”健志）
 トロンボーン担当のラム・アスカが初めて作曲した曲。
 フジテレビ系『ザ・ベストハウス123』4代目エンディングテーマ（2008年1月‐2008年6月）
 映画『Mr.ビーン カンヌで大迷惑?!』キャンペーンソング
6. YES or NO
 （作詞:峯音＋ピストルバルブ　作曲:永田“zelly”健志　編曲・ホーンアレンジ:永田“zelly”健志＋ピストルバルブ）
7. Please Mr. Policeman
 （作詞:峯音＋ピストルバルブ　作曲:永田“zelly”健志　編曲:永田“zelly”健志＋ピストルバルブ　ホーンアレンジ:村田陽一）
8. Tiki Tiki Shuffle （The Southern Night Mix）
 （作詞:峯音＋ピストルバルブ　作曲:永田“zelly”健志　編曲:永田“zelly”健志＋ピストルバルブ　ホーンアレンジ:ラム・アスカ　リミックス:永田“zelly”健志）
9. バリスカ
 （作詞:峯音＋ピストルバルブ　作曲:永田“zelly”健志　編曲・ホーンアレンジ:永田“zelly”健志＋ピストルバルブ）
10. My Best One
 （作詞:峯音＋ピストルバルブ　作曲:永田“zelly”健志　ホーンアレンジ:村田陽一）
11. 2007年11月13日 午後4時12分
 スタジオでの村田陽一とピストルバルブのドキュメント。
12. ピスバルがどれぐらい演れるか試してやる!俺?村田陽一だけど何か?
 （作曲・編曲・ホーンアレンジ:村田陽一）
13. 2007年11月13日 午後4時18分
 レコーディング一発録りを成功させたピストルバルブへの、村田陽一の一言。
14. The Bright Side
 （作詞:峯音　作曲・編曲・ホーンアレンジ:佐藤Fisher五魚）
15. SHOUT FOR JOY!
 （作詞:峯音＋ピストルバルブ　作曲:早川大地＋ピストルバルブ　編曲:永田“zelly”健志＋ピストルバルブ　ホーンアレンジ:ラム・アスカ）
16. DEAR TEDDY ♪セオドア・ルーズベルトに捧ぐかも(〜￣△￣)〜Cool-Bear Mix
 （作詞:峯音＋ピストルバルブ　作曲:永田“zelly”健志　編曲・ホーンアレンジ:永田“zelly”健志＋ピストルバルブ　リミックス:佐藤Fisher五魚）
17. Zutto-Zutto
 （作詞:峯音＋ピストルバルブ　作曲:早川大地＋ピストルバルブ　編曲・ホーンアレンジ:永田“zelly”健志＋ピストルバルブ）
 フジテレビ系『ザ・ベストハウス123』三代目エンディングテーマ（2007年9月‐2008年1月）
18. The Best House 2008
 （作詞:峯音　作曲・編曲:永田“zelly”健志　ホーンアレンジ:村田陽一）

## レコ発ツアー
2008年2月3日から3月20日にかけて、国内7ヶ所と、ヨーロッパ3ヶ国・7ヶ所を回る「RATATATTAT! TOUR '08」を行った。
〈日本〉
- 2月3日（日） - 岐阜県多治見市笠原中央公民館
- 2月29日（金） - 長野県千曲市更埴文化会館（あんずホール）
- 3月2日（日） - OSAKA MUSE
- 3月3日（月） - ビルボードライブ福岡
- 3月6日（木） - ell.FITS ALL
- 3月7日（金） - 飛騨文化交流センター
- 3月20日（木） - Shibuya O-East

〈ヨーロッパ〉
- 2月15日 - Castres @ Lo Bolegason（フランス）
- 2月17日 - Cannes @ Fan Festival（フランス）
- 2月18日 - Paris @ Scene Bastille（フランス）
- 2月19日 - Cologne @ MTC（ドイツ）
- 2月20日 - Jena @ Rosenkeller（ドイツ）
- 2月21日 - London @ Abbey Road Studios（イギリス）
- 2月23日 - Strasbourg @ Japan Addict（フランス）